# 44-й гвардейский учебный танковый полк
44-й гвардейский учебный танковый Бердичевский ордена Ленина Краснознамённый орденов Суворова, Кутузова, Богдана Хмельницкого, Красной Звезды, орденов Сухэ-Батора и Боевого Красного Знамени МНР полк имени Сухэ-Батора — тактическое формирование Сухопутных войск Российской Федерации.
Сокращённое наименование — 44 гв. утп.
Полк находится в составе 467-го гвардейского окружного учебного Московско-Тартуского Краснознамённого центра подготовки младших специалистов.

## История
10 июня 1945 года, в соответствии с директивой Ставки Верховного Главнокомандования № 11095 от 29 мая 1945 года, 44-я гвардейская танковая бригада, в составе 11-го гвардейского танкового корпуса вошла в Группу советских оккупационных войск в Германии.
С 5 по 10 июля 1945 года, на основании приказа Народного комиссара обороны СССР № 0013 от 10 июня 1945 года, директивы Генштаба КА № орг-4-85174с и согласно приказу 11-го гвардейского стрелкового корпуса от 7 июля 1945 года, 44-я гвардейская танковая бригада была преобразована в 44-й гвардейский танковый полк (в/ч 32023) по штату № 010/571, с сохранением всех наград и почётных наименований, который вошёл в состав 11-й гвардейской танковой дивизии 1-й гвардейской танковой армии. 12 июля 1945 года полк сменил свою дислокацию в район города Пульсниц Германия.

22 февраля 1964 года монгольская делегация вручила полку Красное Знамя Центрального Комитета Монгольской народно-революционной партии и Совета Министров МНР.
28 сентября 1964 года, указом Президиума Великого народного хурала Монгольской Народной Республики, за исключительные заслуги в войне против гитлеровской Германии и в защите мирного труда народов, а также в ознаменование 23-й годовщины со дня формирования и в знак крепнущей год от года дружбы, 44-й гвардейский танковый полк был награждён высшей наградой МНР — орденом Сухэ-Батора, с этого момента полк стал — самым орденоносным формированием ВС СССР. 11 октября 1964 года в полк для вручения награды прибыла партийно-правительственная делегация МНР, возглавляемая Первым секретарем ЦК МНРП, председателем Совета Министров Республики товарищем Ю. Цеденбалом.
Постановлением Совета Министров СССР № 908—361 от 4 ноября 1964 года, полку было присвоено наименование «имени Сухэ-Батора», объявлено приказом МО СССР № 0310 от 13 ноября 1964 года (до этого в танковой бригаде был именной танк Т-34 в подаренной Монгольской Народной Республикой танковой колонне).
В центре военного городка на высоком постаменте установлен бюст Сухэ-Батора, привезённый из Монголии и торжественно открытый 5 ноября 1967 года.
За успехи в ходе эстафеты 50-летия Великого Октября полк был награждён Памятным знаменем ЦК КПСС, Президиума Верховного Совета СССР и Совета Министров СССР и ВЦСПС.
На начало 1991 года 44-й гвардейский танковый Бердичевский ордена Ленина Краснознамённый орденов Суворова, Кутузова, Богдана Хмельницкого, Красной Звезды, орденов Сухэ-Батора и Боевого Красного Знамени МНР полк имени Сухэ-Батора (в/ч 34998) входил в состав 11-й гвардейской танковой дивизии 1-й гвардейской танковой армии Западной группы войск, Кёнигсбрюк.
Вооружение на 1991 год: 86 — Т-80, 58 — БМП (18 — БМП-2, 38 — БМП-1, 2 — БРМ-1К), 2 — БТР-70, 18 — Д-30, 6 — 2С12 «Сани», 4 — БМП-1КШ, 2 — ПРП-3, 3 — РХМ, 1 — БРЭМ-2, 2 — Р-145БМ, 2 — ПУ-12, 21 — МТ-ЛБ, 3 — МТ-55А.
В 1993 году преобразован в 44-й гвардейский учебный танковый Бердичевский ордена Ленина Краснознамённый орденов Суворова, Кутузова, Богдана Хмельницкого, Красной Звезды, орденов Сухэ-Батора и Боевого Красного Знамени МНР полк имени Сухэ-Батора (в/ч 07008) 467-го гвардейского окружного учебного цента, с местом дислокации — город Владимир.
Вооружение на 2008 год: 65 — Т-80, 79 — Т-64, 17 — Т-72, 7 — Т-62, 1 — БМП-1, 2 — Р-145БМ, 4 — РХМ-4, 1 — МТ-55А, 1 — МТУ-20.
В 2015 году сменил условный номер и место дислокации.
13 сентября 2020 года на территории полка был установлен памятник монгольскому военачальнику маршалу МНР Хорлогийн Чойбалсану.

## Командиры полка
- Воробьёв Александр Иванович (10.07.1945 — 01.1946), гвардии подполковник (ИД);
- Гусаковский, Иосиф Ираклиевич (01.1946 — 18.05.1946), гвардии полковник;
- Воробьёв Александр Иванович (18.05.1946 — 13.12.1949), гвардии полковник;
- Алексашкин Кирилл Максимович (13.12.1949 — 02.01.1953), гвардии подполковник;
- Алексеев Иван Михайлович (02.01.1953 — 21.11.1954), гвардии подполковник;
- Кривченко Николай Афанасьевич (21.11.1954 — 04.05.1957), гвардии полковник;
- Бондарчук Никита Лаврентьевич (04.05.1957 — 21.11.1959), гвардии полковник;
- Мухин Алексей Петрович (12.12.1966 — 11.01.1969), гвардии подполковник;
- Карпунин Николай Иосифович (12.01.1969 — 18.02.1971), гвардии подполковник;
- Подколзин Вячеслав Васильевич (18.02.1971 — 05.11.1974), гвардии подполковник;
- Смирнов Валерий Николаевич (10.11.1974 — 13.07.1976), гвардии подполковник;
- Максимишин Борис Акимович (13.07.1976 — 24.06.1980), гвардии подполковник;
- Духовнов Василий Яковлевич (24.06.1980 — 12.11.1983), гвардии подполковник;
- Харитонов Виктор Павлович (12.11.1983 — 16.11.1985), гвардии подполковник;
- Тимофеев Виктор Павлович (16.11.1985 — 11.06.1988), гвардии подполковник;
- Шеменев Евгений Петрович (11.06.1988 — 27.07.1991), гвардии полковник
- Волков Александр Борисович (27.07.1991 — 07.09.1992), гвардии полковник